# Demetrios 2. af Seleukideriget
Demetrios 2. Nikator (? – 125 f.Kr.) var konge af Seleukideriget første gang og igen fra 146 f.Kr. til 139 f.Kr. og igen fra 129 f.Kr. til 126 f.Kr.
Demetrios 2. var søn af kong Demetrios 1. Soter og som sådan var det op til ham at hævde seleukidedynastiets ret til magten i de mange borgerkrige med tronprætendenter af forskellige ophav.
Demetrios efterlod sig to sønner, Seleukos 5. Filometor og Antiochos 8. Grypos.
1. ↑  Navnet er anført på engelsk og stammer fra Wikidata hvor navnet endnu ikke findes på dansk.
2. ↑  Navnet er anført på engelsk og stammer fra Wikidata hvor navnet endnu ikke findes på dansk.
3. ↑  Navnet er anført på bokmål og stammer fra Wikidata hvor navnet endnu ikke findes på dansk.